# Нижнє Лозове
Ни́жнє Лозове́ — село Дебальцівської міської громади Горлівського району Донецької області, Україна. 

## Географія
Селом протікає річка Скельовата.

## Населення
За даними перепису 2001 року населення села становило 11 осіб, з них усі 100 % зазначили рідною українську мову.

## Відслонення авіловської світи
Біля села є геологічна пам'ятка природи місцевого значення. Являє собою розкриту товщу порід авіловської світи площею 5 га в кар'єрі вапняків. Вапняки авіловської світи містять великі скупчення коралів з прошарками дрібнозернистого пісковику, на якому залишилися відбитки стебел рослин і морських двустулок.
За оцінками, цей пісковик утворився у Кембрійський період 550 млн років тому. У той час це було неглибоке море з чистою водою, яке потім перетворилось на замкнену лагуну з підвищеною солоністю води. Ті корали, що жили на цьому місці загинули через збільшення солоності води і були перекриті вапняковим мулом.
Статус пам'ятки природи наданий рішенням облвиконкому № 310 від 21 червня 1972 року.

## Війна на сході України
15 лютого 2015 року під час супроводу військової колони, яка рухалася польовою дорогою з смт Луганське до Дебальцевого, потрапивши у засідку терористів поблизу Нижнього Лозового, загинули командир машини РХБЗ старший прапорщик Віктор Козак та механік-водій старший сержант Олександр Чернявський. 16 лютого 2015 року БТР з військовими, рухаючись із Новогригорівки у напрямку смт Луганського, підірвався на фугасі під Нижнім Лозовим; тоді загинули старший лейтенант Роман Тимошенко, старший солдат Дмитро Барвін, солдат Михайло Іваничко. 17 лютого військовики 55-го автобату перед опівніччю поверталися до місця дислокації, були обстріляні терористами, загинув солдат Валерій Кучер. 17 лютого, сівши за кермо паливозаправника, полковник Тилу ЗСУ Андрій Лепеха зумів пройти через кільце оточення та здійснив дозаправку танків. Загинув на зворотному шляху біля села Нижнє Лозове — під час артилерійського обстрілу терористами при евакуації вбитих та поранених бійців. 16 березня 2015 року військовики 30-ї бригади, що рухалися автомобілем УАЗ після виконання бойового завдання, підірвались на протитанковій міні біля Нижнього Лозового. Тоді загинули Михайло Шабля та старший сержант Сергій Колесніченко, іще 2 бійці зазнали контузії.